# 小行星4883
小行星4883（英語：4883 Korolirina）是一颗围绕太阳公转的小行星。1978年9月5日，尼古拉·切爾尼赫在克里米亚发现了此天体。
这颗小行星的绝对星等为117.3635801182554等。